# Tathagata
Tathagata (skt. tathāgata तथागत) — jedno z określeń Buddy. Dość powszechnie mówi się, że tathagata znaczy "ten, który przyniósł prawdę", "ten, który osiągnął prawdziwe wyzwolenie". Jednakże znaczenie tego słowa nie jest jasne, przede wszystkim dlatego, że nie występuje we wszystkich tekstach kanonu palijskiego, a tam gdzie występuje jest używane w różnych kontekstach. Np. gdy Budda mówi o sobie w trzeciej osobie, określa siebie właśnie jako tathagatę, ale w odniesieniu do arhatów również używa tego określenia.